# Qemal Draçini
Qemal Draçini (ur. 6 marca 1922 w Szkodrze, zm. 10 października 1947) – albański poeta, prozaik, nauczyciel i publicysta.

## Życiorys
W 1938 roku został skazany na 6 miesięcy pozbawienia wolności za działalność komunistyczną; wyszedł na wolność w następnym roku. W 1941 roku ponownie został aresztowany oraz uwięziony z Mbreshtani, po którego opuszczeniu wyjechał do Florencji, gdzie do 1943 roku studiował prawo.
W 1944 roku wraz z Myzafarem Pipą założył miesięcznik kulturalno-literacki Fryma, którego Draçini został redaktorem. Rok później pracował jako nauczyciel literatury, ekonomii politycznej i prawa w Tiranie oraz w Instytucie Donika Kastrioti w Szkodrze; pracował również w Ministerstwie Oświaty i Kultury, odpowiedzialny był za redagowanie podręczników szkolnych. Po stłumieniu powstania postrybskiego w 1946 roku został aresztowany przez władze komunistyczne, zmarł dnia 10 października 1947 roku w więzieniu w wyniku tortur.
Większość dzieł Draçiniego została spalona przez albańskie władze komunistyczne; zachował się utwór pod tytułem Era, opublikowany pośmiertnie w 1995 roku.

## Odznaczenia i tytuły
W 1992 roku został pośmiertnie odznaczony Medalem Męczennika Demokracji przez ówczesnego prezydenta Albanii Salego Berishę.
W 2008 roku Rada Miejska Szkodry pośmiertnie nadała Qemalowi Draçiniemu tytuł honorowego obywatela.

## Życie prywatne
Syn Kasema i Sani.